# Jean-Christian Grinevald
Pour les articles homonymes, voir Grinevald.
Jean-Christian Grinevald est un metteur en scène français né le 12 mars 1945 à Paris et mort le 7 septembre 2023.

## Biographie
Titulaire de plusieurs licences de lettres et de théâtre, il débute comme professeur d'allemand, devient ensuite assistant du metteur en scène Patrice Chéreau, puis de Jacques Rosner, directeur du Centre dramatique national du Nord-Pas-de-Calais et, par la suite, du Conservatoire national supérieur d'art dramatique.
En 1975, il crée sa compagnie théâtrale, le Théâtre Kobold, produit et met en scène ses premiers spectacles. Il dirige Annie Girardot, Claude Piéplu, Didier Brice et fait débuter Karin Viard, Denis Lavant, etc. À partir de 1975, il met en scène plus d'un spectacle par an : des classiques, et des créations originales.
Il crée et dirige le Théâtre Marie Stuart à Paris de 1977 à 1981, mettant beaucoup d'inventions à trouver des solutions dans un théâtre grand comme un mouchoir de poche, puis le Théâtre de la Main d'Or de 1989 à 1999. Ce théâtre se voit attribuer, sous sa houlette, en 1992 le prix du Fauteuil d'or, décerné par un jury de dix journalistes de théâtre présidé par Gilles Costaz, pour « la ferveur et la modernité » de sa programmation.
Professeur à l'École nationale supérieure des arts et techniques du théâtre (ENSATT) de 1981 à 1998, il enseigne aussi au Québec, en Allemagne, en Chine, en Pologne et créera sa propre école, La Belle de Mai.
Il meurt dans la nuit du 7 septembre 2023 à l'âge de 78 ans.

## Metteur en scène
- 1967 : L’Azote, de René de Obaldia
- 1967 : Monsieur Leonidas aux prises avec la Réaction, Ion Luca Caragiale
- 1974 : Les Horaces et les Curiaces, Bertolt Brecht
- 1975 : La Famille, Lodewijk de Boer (Maurice Bénichou, J-P Sentier, M. Berto…)
- 1975 : Dreyfus, Jean-Claude Grumberg (à Bochum)
- 1976 : Irène ou la Résurrection, Maurice Clavel d'après Henrik Ibsen (avec Silvia Monfort…)[9],[10]
- 1977 : Feydeau-Farré-Loïk, Georges Feydeau (avec Jean-Paul Farré, Stéphanie Loïk)
- 1977 : La Maison d’en face, Frank Bertrand (avec Pascale Audret, Sylvie Favre)
- 1977 : Gotcha, Barrie Keeffe (avec Fabrice Eberhardt, Evelyne Ker…)
- 1978-1979 : Vinci avait raison, Roland Topor[11]
- 1979-1980 : Phèdre, Racine (avec Marie-Ange Dutheil, Dominique Reymond)[5]
- 1980 : Honorée par un petit monument, Denise Bonal
- 1980 : Le Bébé de monsieur Laurent, Roland Topor[12]
- 1980 : Gotcha, Barrie Keeffe, Montréal (avec Lothaire Bluteau et Louise Latraverse)
- 1981 : Le Bouc, Rainer Werner Fassbinder (avec Denis Lavant, Catherine Anne…)
- 1981 : Voici Solange, Paris ou ailleurs, Cosmás Koronéos avec Christine Murillo, Bernadette Lesaché, Michel Raskine, R. Aquaviva, D. Reymond…)
- 1981 : Pour l'amour de l'humanité, Marcel Cuvelier
- 1981 : Der Geizige (L’Avare) Molière traduit par Tankred Dorst (Nürnberg)
- 1982 : L’Alpage, Adolf Muschg (avec Jean Vigny)
- 1982 : L’Épaule indifférente et la Bouche malade, d’après Roger Vitrac
- 1982 : Phèdre, Racine (Montréal)
- 1983 : Hôtel de l’amour flou, d’après Molière
- 1983 : Mensch Meier, de Franz Xaver Kroetz
- 1983 : Das Sparschwein (La Cagnotte), Eugène Labiche (à Nürnberg)
- 1984 : Ariakos, Philippe Minyana avec Robert Cantarella, Agathe Alexis, Luc-Antoine Diquero, Florence Giorgetti, Philippe Minyana
- 1985 : Entrée libre, Roger Vitrac
- 1985 : Monsieur Vitrac, Roger Vitrac avec Jean-Paul Farré, Denise Chalem, J.G. Nordmann, Ph. Lemaire
- 1985 : Der Menschenfeind (Le Misanthrope), Molière (à Nürnberg)
- 1986 : La Ronde, Arthur Schnitzler
- 1986 : Sauvés, Edward Bond avec Martine Pascal, P. Mescam
- 1987 : Cabaret de Quat’sous, Bertolt Brecht
- 1987 : Cabale, Enzo Cormann avec Fred Personne
- 1988 : Cinq pièces sur square, Jean-Claude Grumberg
- 1988 : Leonardo hat’s gewusst Roland Topor (à Dortmund)
- 1988-1989 : Nina, c’est autre chose, Michel Vinaver avec Karin Viard, Jean-Paul Farré, J.G. Nordmann, J.-M. Galey
- 1989 : Paysages après la Tempête, Guillaume Hochepoire
- 1989 : La Famille, Lodewijk de Boer avec Karin Viard, Didier Brice, Abbes Zahmani, Anne de Broca
- 1990 : Petits extras, Brecht, Weill, Valentin
- 1990 : L’Alpage, Adolf Muschg avec Fred Personne
- 1991 : L’Écume des jours, Boris Vian, Alain Illel
- 1991 : Les Caïmans sont des gens comme les autres, Pierre Pelot, Christian Rauth, avec Claude Piéplu, Christian Rauth, Didier Brice[2]…
- 1991 : Brecht, une biographie, J.C. Grinevald, Odile Locquin (création)
- 1992 : La Noce chez les petits bourgeois, Bertolt Brecht
- 1992 : Au cœur, la brûlure, Fatima Gallaire, avec Laure Guillem
- 1992 : Une histoire de l’œil, Georges Bataille
- 1992 : Après l’amour, Daniel Soulier, avec Fred Personne et Antoinette Moya
- 1993 : Aberration des étoiles fixes de Mario Santanelli, texte français d'Huguette Hatem
- 1993 : Le Misanthrope, Molière
- 1994 : Le Rabelais, Rabelais, Mise en scène de Didier Brice, Daniel Soulier, Olivier Granier, Jean-Chrisitan Grinevald, avec Jean-Pierre Moulin, Laure Guillem, Maurice Chevit, Thierry Belnet, et les élèves de l’École professionnelle de la Belle de Mai
- 1995 : Les Chutes du Zambèze, en collabioration avec Daniel Soulier (et parmi les acteurs, Annie Girardot, Laure Guillem, Daniel Soulier, Olivier Jeannelle et la voix de Fred Personne)[1].
- 1995 : Quartett, Heiner Müller avec Frédérique Tirmont, Philippe Ogouz
- 1996 : Victor ou les enfants au pouvoir, Roger Vitrac
- 1997 : L’école des femmes, Molière Mise en scène de J-C Grinevald, avec Jean-Paul Farré, Léna Breban, Lyès Salem, Didier Brice, Gaël Grinevald
- 1997 :  Gotcha, Barrie Keeffe, Mise en scène de J-C Grinevald avec Erwan Daouphars, Phil Deguil, Laure Guillem, Guy Perrot en alternance avec Jean-Christian Grinevald…
- 1997 : La Colonie, Marivaux
- 1997 : Les Molières en chocolat, Mise en scène de J.-C. Grinevald et Philippe Ogouz avec Nadège Bausson-Diagne,
- 1998 : Baal, Bertolt Brecht, adaptation et mise en scène de Jean-Christian Grinevald avec Quentin Baillot, Erwan Daouphar, Christine Guênon, Alienor Marcadet-Sechan…
- 2001 : Le Rêve de Diderot, J.-C. Grinevald d’après Diderot
- 2001 : Le Songe d'une nuit d'été, Shakespeare
- 2002 : À l’Usage des dauphins de J-C Grinevald
- 2005 : Huître et demi, Serge Valletti
- 2006 : Le Sabre de mon père, Roger Vitrac en chinois, Hong Kong et aussi en Allemagne et en allemand.

## Professeur d’art dramatique
- de 1980 à 1989 à l’ENSATT.
- en 1981-1982-1983 à l’École Nationale de Théâtre de Montréal (Québec)
- en 1971, puis en 1982 au Théâtre national de Strasbourg.
- en 1985 au Conservatoire de Bordeaux
- 1990-1999 École professionnelle de la Belle de Mai, Théâtre de la Main d'Or.
- 1995-1997 à l’École du Théâtre national de Chaillot.
- 2005 à l'Académie de l'Union (Centre dramatique national de Limoges)
- 2006-2010 à l'Academy for Performing Arts de Hong Kong
- 2006-2009 à l'EDT 91 (École Départementale de Théâtre) Corbeil-Essonnes
- 2007 au CNR de Clermont Ferrand
- Master-class : Gitis (Moscou), Théâtre de Nüremberg
- Fondateur et animateur de l’École de Théâtre La Belle de Mai[7]
- Membre du jury examens d’entrée ou de sortie : Conservatoires de Bordeaux, Cambrai, Nîmes, Le Mans, La Roche-sur-Yon…

## Acteur

### Au théâtre
- Quand nous reveillerons d'entre les morts, August Strindberg, Mise en scène de Jean-Christian Grinevald
- Quartett, Les Acteurs de bonne foi , Marivaux. Mise en scène de Jacques Rosner
- La Colonie, Marivaux. Mise en scène de Jacques Rosner
- Dreyfus, Jean-Claude Grumberg. Mise en scène  de Jacques Rosner
- Rixe, Jean-Claude Grumberg. Mise en scène de Jacques Rosner
- Feydeau-Farré-Loïk, Feydeau. Mise en scène de J-C Grinevald
- La Nuit du treize, Sandra Niels. Mise en scène Michel Berto
- Pour l'amour de l'humanité, Marcel Cuvelier. Mise en scène de J-C Grinevald, Marcel Cuvelier
- Der Geizige (L’Avare) Molière (rôle maître Jacques, en allemand). Mise en scène de J-C Grinevald
- Nina c’est autre chose, Michel Vinaver. Mise en scène de J-C Grinevald
- Paysages après la Tempête, Guillaume Hochepoire. Mise en scène  de J-C Grinevald
- Les Jardins de France, Louise Doutreligne. Mise en scène de Jean-Luc Palies
- Félicité, Valmer, Thyrion, Raichwarg. Mise en scène de Michel Valmer avec l'assistance de Majax pour les tours de magie
- Le Rabelais, Rabelais
- Les Chutes du Zambèze, Daniel soulier
- Les Molière en Chocolat
- L’École des Femmes, Molière
- Gotcha, Barrie Keeffe
- Baal de Brecht, mise en scène de Jean-Christian Grinevald
- En pièces, Marivaux, Feydeau, Pirandello. Mise en scène de Isabelle Starkier
- Kordian, Mise en scène d'Urszula Miko
- Tartuffe, Molière (rôle: Tartuffe). Mise en scène de Panchika Velez
- À l’usage des dauphins : auteur, acteur, metteur en scène
- Huître et demi de Serge Valletti, mise en scène de J-C Grinevald

### À la télévision avec
- Claude d’Anna, Jacques Fansten, Bruno Gantillon, Olivier Chavarot, Gérard Mordillat, Joël Aurélia, Didier Lepêcheur, Hubert Attal, Bruno Carrière, Michaël Perrota

### Au cinéma avec
- Philippe Arthuis, Michael Raeburn, Pierre Junières, Luc Pagès, Ivan Calbérac

## Adaptateur
- Gotcha de Barrie Keeffe (en)
- Mensch Meier de Franz Xaver Kroetz
- Baal, de Bertolt Brecht
- Le Cœur dans la gorge (Sore Throats) de Howard Brenton
- Home sweet home, film de Michael Raeburn
- Zimbabwe Countdown, film de Michael Raeburn
- Melvyn the Magnificent, film de Michael Raeburn
- Triomf, film de Michael Raeburn

## Scénariste
- La Tête ailleurs (TF1) avec Denys Clerval
- Vent de colère (FR3) avec Michaël Raeburn
- Tiffauges au Zimbabwe

## Auteur

### Théâtre
- Brecht, une biographie, avec Odile Locquin
- Les Molières en chocolat, avec Philippe Ogouz
- À l’usage des dauphins (création Avignon 2002)

## Peintre-illustrateur
- Passe-portes de Yaël Holveck
- Expositions personnelles :
  - Paris 2007 (Aux Broches à l'Ancienne)
  - Avignon 2007/2008 (Restaurant Belgocargo)

## Distinctions
- Prix du syndicat de la critique 1978 : Prix de la révélation théâtrale de l'année pour Gotcha